# ایستگاه متروک
ایستگاه متروک فیلمی ایرانی به کارگردانی علیرضا رئیسیان و نویسندگی عباس کیارستمی و کامبوزیا پرتوی محصول سال ۱۳۸۱ است. لیلا حاتمی برای بازی در این فیلم برنده جایزه بهترین بازیگر زن جشنواره بین‌المللی فیلم مونترآل شد.

## خلاصه داستان
مهتاب و محمود که سال‌ها از ازدواجشان می‌گذرد، هنوز صاحب فرزند نشده‌اند...

## نقش‌ها
- لیلا حاتمی در نقش مهتاب
- نظام منوچهری در نقش محمود
- مهران رجبی
- محمود پاک‌نیت